# ティーンエージ ミュータント ニンジャ タートルズ タートルズ イン タイム
『ティーンエージ ミュータント ニンジャ タートルズ タートルズ イン タイム』 （Teenage Mutant Ninja Turtles Turtles in Time) はコナミが1991年にリリースしたアーケードゲーム。『T.M.N.T. 〜スーパー亀忍者〜』の続編にあたる。
翌1992年にはスーパーファミコン（SFC）に移植され、北米ではSuper Nintendo Entertainment System（SNES）用ソフト『Teenage Mutant Ninja Turtles IV: Turtles in Time』とNESからナンバリングを継承したタイトルで発売された。
同年、本作の要素を取り入れた『ティーンエージ ミュータント ニンジャ タートルズ リターン オブ ザ シュレッダー』(Teenage Mutant Ninja Turtles: The Hyperstone Heist) がメガドライブ / Genesis用にリリースされた。
2005年にアーケード版が新しい家庭用ゲーム機で復活した。2005年に発売された『Teenage Mutant Ninja Turtles 3： Mutant Nightmare』にアーケード版のアレンジ版が入っている。
2009年8月5日、ユービーアイソフトは3Dリメイク版である『Teenage Mutant Ninja Turtles：Turtles in Time Re-Shelled』をXbox Live ArcadeのXbox 360版として発売。PlayStation 3のダウンロード版は、2009年9月10日にPlayStation Network経由でリリースされた。

## ゲームプレイ
前作と同様に、アーケード版『タートルズ イン タイム』は2人用と4人用の2種類がリリースされた。2人用バージョンでは、各プレーヤーは4人のタートルズのどのキャラクターを操作するかを選択できるが、4人用バージョンでは、キャラクターは左から右にレオナルド、ミケランジェロ、ドナテルロ、ラファエルの順でコントロールパネルに割り当てられる。プレイ可能な各キャラクターには、それぞれ長所と短所がある 。新要素として敵を数回連続して攻撃することで決め技を実行する機能と、フットソルジャーを周囲の敵に叩きつける機能が追加されている。
操作方法も前作とほぼ同じで、ジョイスティックで移動を行い、攻撃ボタン、ジャンプボタンを使用する。ジョイスティックとボタンの組み合わせでダッシュ、スライディング、ダッシュ攻撃、ジャンプ攻撃、大ジャンプ攻撃などを行える。
道中に置かれているピザを拾えばバイタリティーが回復する。
プレイヤーは各ステージを通してタートルズを操作する。最初はニューヨーク市のストリートから始まる。後のステージでは、タートルズは先史時代や海賊の時代などさまざまな時代をタイムトラベルすることになる。各ステージでは、フットソルジャーやストーンウォリアーなど『1987年のアニメ版』と長編映画『ミュータント・ニンジャ・タートルズ2』の両方の敵に遭遇する。ボス敵としてバクスター・ストックマン（蠅男）、メタルヘッド、トカ、ラザー、レザーヘッドが登場する。

## あらすじ
物語はタートルズが日曜日の夜にテレビのニュース番組を見ているところから始まる。エイプリル・オニールがリバティ島からリポートしていると突然、巨大なクランロボ（アニメシリーズで時折見られる）が出現して自由の女神像を盗んでしまう。シュレッダーは電波ジャックをするとテレビ越しにタートルズを笑う。
タートルズはニューヨークのダウンタウンで行動を起こし、通りや都市の下水道に足を踏み入れるが（SFC版ではテクノドロームにて）、シュレッダーの罠によってタイムワープさせられる。タートルズは元の時代に帰るために過去から未来へと時間旅行しつつ、シュレッダーの軍団と戦うことになる。彼らはシュレッダーを打ち負かし、自由の女神を取り戻す。

## 登場キャラクター
レオナルド（Leonardo）
タートルズのリーダーで完全主義者。イメージカラーは青で2本の刀を持っている。標準的な能力を持つ。
ラファエル（Raphael）
冷静な性格。イメージカラーは赤で武器はサイを使う。攻撃力や防御力が低いが、スピードに優れる。
ドナテルロ（Donatello）
天才的な頭脳の持ち主。イメージカラーは紫で武器は棒を使う。リーチが長い代わりに防御やスピードが劣る。
ミケランジェロ（Michaelangelo）
ピザが大好きな食いしん坊。イメージカラーはオレンジでヌンチャクを使う。通常攻撃力や防御力が高いが、スピードは低め。
スプリンター（Splinter）
タートルズの師匠。ネズミの姿になっている。オープニングや、AC版では敵を全部倒した時に進行を促す役割で登場。
エイプリル・オニール（April O'Neil）
テレビレポーターでタートルズの友人。オープニングやエンディングで事件をリポートする。SFC版では敵を全部倒した時に進行を促す役割でも登場。

## 舞台
1992年のニューヨークからはじまって、途中異次元の世界に飛ばされ、恐竜時代から未来へと旅することになる。AC版は全9ステージ、SFC版は全10ステージ。
SCENE 1 BIG APPLE, 3 AM
現代のビッグ・アップル (ニューヨーク市)の建設現場の屋上。ボスはバクスター・ストックマン。
SCENE 2 ALLEYCAT BLUES
ダウンタウンの裏通り。ボスはメカタートル メタルヘッド。
SCENE 3 SEWER SURFIN'
地下下水道。ホバーボードに乗って戦う高速スクロールステージ。ボスはピザモンスター（SFC版はラットキングが追加）。
SCENE 4 TECHNODROME LET'S KICK SHELL
SFC版オリジナルステージのテクノドローム内部。ボスはトカとラザー、そしてバトルタンクに乗ったシュレッダー。
B.C. 250000000 PREHISTORIC TURTLESAURUS
2億5000万年前の先史時代。恐竜や翼竜が登場する。ボスはセメントマン（SFC版はスラッシュ）。
A.D. 1530 SKULL AND CROSSBONES
大航海時代の海賊船。ボスはトカとラザー（SFC版はビーボップとロックステディ）。
A.D. 1885 BURY MY SHELL AT WOUNDED KNEE
西部開拓時代の列車。ボスはレザーヘッド。
A.D. 2020 NEON NIGHTRIDERS
21世紀の都市ハイウェイ。ホバーボードに乗って戦う高速スクロールステージ。ボスはクランロボ。
SFC版は疑似3Dステージになっている。
A.D. 2100 STARBASE -WHERE NO TURTLE HAS GONE BEFORE -
未来の宇宙基地。ボスはクラング。
A.D. 1992 TECHNODROME - THE FINAL SHELL-SHOCK
テクノロドームの中心部。自由の女神像を盗んだシュレッダーとの最終決戦。

## 開発
音楽はアーケード版の前作を担当したT.M.N.T.のベテランである泉陸奥彦によって作曲された。SNES版は上原和彦と上高治己によってアレンジされ、次のT.M.N.T.ゲームである『トーナメントファイターズ』を含むいくつかのコナミのゲームも担当した。
コナミUSAのスティーブ・カウフマンの1991年初頭の証言によると、開発中のゲームの仮題は「T.M.N.T.タイムトラベラーズ」のようなものだったという。
アーケードゲームのデモ画面では、T.M.N.T.ライブコンサートから取られた曲「Pizza Power」を使用している。これは、Coming Out of their Shells Tourとして知られている。ゲームの音源は1992年にキングレコードから発売されたコンピレーションアルバム「コナミオールスターズ1993」に収録された。
『ミュータントナイトメア』に収録されている2005年版は、2003年のTMNTシリーズに準拠するように更新された新しい音楽とボイスに更新されている。これは『Turtles in Time：Re-Shelled』も同様。

## バージョンの違い

### アーケード
前作『T.M.N.T. 〜スーパー亀忍者〜』と同様に、専用の4人用キャビネットおよび2人用の変換キットとしてアーケード向けにリリースされた。前作とは異なり日本では正式にリリースされなかった。AC版の取扱説明書では『T.M.N.T. II』、サウンドトラックアルバムでは『T.M.N.T.2』と呼ばれている。

### スーパーファミコン、SNES版
日本のスーパーファミコン版はアーケード版と同様にナンバリングのないタイトルでリリースされている。
SNES版は、 NESでリリースされた3作のT.M.N.T.からナンバリングを継承した、『Teenage Mutant Ninja Turtles IV: Turtles in Time』として米国と豪州で発売された。
欧州版は「Ninja」の部分を「Hero」に変え『Teenage Mutant Hero Turtles IV: Turtles in Time』として発売された。
（ただし、『Teenage Mutant Ninja Turtles III: The Manhattan Project』はヨーロッパではリリースされていない。）
SFC版は移植に際していくつかの変更点がある。SFC版はアーケード版から一部のアニメーションやグラフィック効果が削られているが、「Neon Night-Riders（ネオンナイトライダー）」ステージでSFCのモード7の拡大縮小回転機能を使い、AC版は横スクロールだったが疑似3Dステージに変更されている。
アーケード版とSFC版ではサウンドも変更されている。SFC版はデモシーンなどのボイスが削除されている。アーケード版のタイトルテーマソング「ピザパワー」は、SFC版ではアニメのテーマソングのインストルメンタルバージョンに変更された。
SFC版はゲームプレイにもさまざまな変更が加えられた。「Sewer Surfin'」と「Neon Night-Riders」は一種のボーナスステージに変更された。また、AC版はシーン3終了時にタイムトラベルするが、SFC版ではシーン4としてテクノドロームステージが追加された。このステージのボス戦はプレイヤーが画面手前のバトルタンクに座っているシュレッダーと戦うのが特徴。プレイヤーはフットソルジャーを画面手前に投げてバトルタンクと戦い、これを倒すとタイムトラベルするようになった。
いくつかの敵キャラクターも変更され、4体の新しいボスが追加された。「Sewer Surfin'」ステージの最後にラットキングが追加され、先史時代のステージではセメントマンがスラッシュに変更された。トカとラザーはAC版では海賊船ステージに登場したが、SFC版ではテクノドロームステージに登場し、SFC版の海賊船ではビーボップとロックステディのコンビが登場する。また、シュレッダーとの最後の戦いが映画版『ミュータント・ニンジャ・タートルズ2』のスーパーシュレッダーになっている。このほかロードキルロドニー（ボクシングロボットの代わりに登場）とマウサーの2種類の通常敵も追加された。
ゲームモードではタイムトライアルモードとVSモードも追加されている 。アーケード版と同様に、各タートルズには速度や強さなどの分野で独自の属性が与えられた。さらに、敵を画面外に投げるアクションを意図的に（ランダムにではなく）実行できるようになった。これは、テクノドロームステージの最後で特に必要なテクニックとなっている。

### TMNT3 ミュータントナイトメア
オリジナルのアーケードゲームのエミュレートされた移植版は、『Teenage Mutant Ninja Turtles 3：Mutant Nightmare』のミッションの最初のステージをクリアした後にロックを解除できる。ゲームは4人用バージョン。違いには、スコアカウンターの削除、まったく新しいサウンドトラック（元のサウンドトラックの権利関係が原因と思われる）、変更された音声、アーケードと比較してわずかに途切れ途切れのフレームレートなどがある。元のバージョンと同じように、キャラクターはコントローラーによって割り当てられる。コントローラー端子が2つしかないため、マルチタップを使用しないとPlayStation 2版ではドナテルロとラファエルを使用できない。新しいサウンドトラックは、ニンテンドーDS版『ミュータントナイトメア』から再構成されたバージョンとなっている。

### Teenage Mutant Ninja Turtles: The Cowabunga Collection
アーケード版とSFC版は、2022年8月31日にリリースされる『Teenage Mutant Ninja Turtles: The Cowabunga Collection』に収録されている。対応プラットフォームはPlayStation 5、PlayStation 4、Xbox Series X/S、Xbox One、Nintendo Switch、PC（Steam）。AC版はオンラインマルチプレイにも対応する。

## 評価
リリース後、『タートルズ イン タイム』はコナミのベストセラーアーケードタイトルになった。米国では、1992年9月に最も売れたSNESゲームとなった。

### レビュー
アーケード版は好評を博した。批評家は、前作のゲームシステムとほぼ同じであると評価したものの、グラフィック、音楽、ゲームプレイを含むすべての点で、前作よりも改善されていると評している。全体として、原作に忠実であることが歓迎された。
SNES版は、追加ステージとゲームプレイモードで賞賛された。Electronic Gaming Monthlyの4人のレビュアーは、難易度が簡単すぎると批判したものの、楽しいゲームプレイ、新しいアクション、アーケード版のグラフィックの正確な再現、2人用対戦モードを称賛し、それぞれ10点満点中9点のスコアを付けた。
オールゲームはアーケード版とSNES版についてアニメのアートスタイルを再現したビジュアルを賞賛した。ゲームの音楽と効果音も賞賛されている。しかし、ゲームはその反復的なゲームプレイと短さのためにアームチェアエンパイアによって批判された。ニンテンドージョは本作を史上最高のタートルズのゲームと評した。
エンターテインメント・ウィークリーは、「タートルズはスクリーンでピークに達したかもしれないが、ビデオゲームの世界では彼らの可能性に到達しつつある。この最新のマルチレベルの戦場では、プレイヤーは邪悪なシュレッダーの手先と戦う。」と書いている。
Game Zero誌の4人のレビュアーは、ゲームに100点満点中84.5点の総合レビュースコアを与え、グラフィックとアニメーションとコミックスタイルのグラフィックを切り替えるオプションを賞賛し、ゲームの音楽、改良されたアクション、音声を賞賛した。唯一の批判は、ハードモードでプレイしてもゲームが簡単すぎるということだった。スーパーゲーマーは、ゲームを「非常に印象的なアニメプラットフォームのベルトスクロールアクションゲーム」と呼んで、全体のレビュースコアを90％にした 。

### 称賛
ニンテンドウパワーは、「1992年のトップ10」でゲームを7位にランク付けし、「コナミのTMNTシリーズのプレーヤーへの人気とタイムトラベルの新しいテーマにより、これは年末のトップ10にランクインしました。」と称賛した。 IGNは、「史上最高の100 SNESゲーム」でゲームを39位にランク付けし、古典的な漫画の外観と個性を捉えた明るいグラフィックを賞賛し、敵を画面に投げ込むときのモード7の利用を賞賛した。 GamesRadarは、「史上最高のSNESゲーム」でゲームを24位にランク付けし、ゲームミュージックを賞賛し、『タートルズ イン タイム』は、元のタートルズのゲームのすべてを改善し「SNESのゲームで最高のアクションゲーム」と評価した。2013年、アーケードスシは「10ベストレトロベルトスクロールアクション」で10位にランク付けした。彼らは、フランチャイズのアニメシリーズに忠実であり続けるゲームの美学を賞賛した。2018年、コンプレックス (雑誌)は「史上最高のSNESゲーム」で本作を9位に挙げた。

## リメイク
2009年のリメイク版である『Teenage Mutant Ninja Turtles：Turtles in Time Re-Shelled』は、新しいグラフィックとサウンドを備えている。グラフィックは完全に3Dで作り直された。オープニングとクロージングのカットシーンは、2Dで描き直された。音声は2003年版のアニメのキャストによって再録音され、音楽もリメイクされた。
Re-Shelledは、スーパーファミコン版ではなく、元のアーケード版を元にしている。そのため、家庭用オリジナルの追加ステージや追加キャラクターは登場しない。プレイヤーが8方向に攻撃できることを除いて、操作方法は同じである。ゲームは最大4人のプレイヤーとオンラインで協力プレイすることも可能。サバイバルモード、クイックプレイモード、難易度選択、実績/トロフィー機能も備えている。